# جین میلفورد
آرتور یوجین "جین" میلفورد (انگلیسی: Arthur Eugene "Gene" Milford; ۱۹ ژانویهٔ ۱۹۰۲ – ۲۳ دسامبر ۱۹۹۱) یک تدوین‌گر اهل ایالات متحده آمریکا بود.

## بخشی از فیلم‌شناسی
- یک شب عشق (۱۹۳۴)
- کارناوال (فیلم ۱۹۳۵) (۱۹۳۵)
- افق گمشده (۱۹۳۷)
- در بارانداز (۱۹۵۴)
- شکوه علفزار (۱۹۶۱)
- تاراس بولبا (فیلم ۱۹۶۲) (۱۹۶۲)
- تعقیب (فیلم ۱۹۶۶) (۱۹۶۴)
- تا تاریکی صبر کن (۱۹۶۷)
- شمارش معکوس (فیلم ۱۹۶۸) (۱۹۶۸)
- کنت مونت کریستو (فیلم ۱۹۷۵) (۱۹۷۵)